# Mare historiarum de Jouvenel des Ursins
Le Mare historiarum, également connu sous le nom Mare historicum, en français Mer des histoires, est un manuscrit commandé par Guillaume Jouvenel des Ursins, alors chancelier de France et actuellement conservé à la Bibliothèque nationale de France (ms Lat 4915). Il contient 730 miniatures dont sept de grand format. Elles ont été peintes par le Maître de Jouvenel et son atelier entre 1447 et 1455.

## Historique
La Mer des histoires est un texte rédigé par le dominicain Giovanni Colonna (vers 1298 - vers 1343), humaniste proche de Pétrarque, qui raconte l'histoire du monde depuis sa création et plus particulièrement de la ville de Rome jusqu'en 1250 environ. L'intérêt porté par le chancelier de France Guillaume Jouvenel des Ursins à cette œuvre lui vient sans doute de son admiration pour les grandes familles de la noblesse romaine, et en particulier pour la famille Orsini, dont il se dit être le parent. La transcription du livre commence vers 1446 et ne s'achève qu'en 1450. Elle est menée par le secrétaire du chancelier, Antoine Disome, qui devient par la suite secrétaire du roi. Le travail d'enluminure, considérable, est entamé en 1447 et s'arrête en 1455, laissant le manuscrit partiellement inachevé.
Le manuscrit entre par la suite dans les collections royales, sans doute sous le règne de Louis XII, puisque le manuscrit est mentionné pour la première fois dans les inventaires à partir de 1518.

## Attribution des miniatures

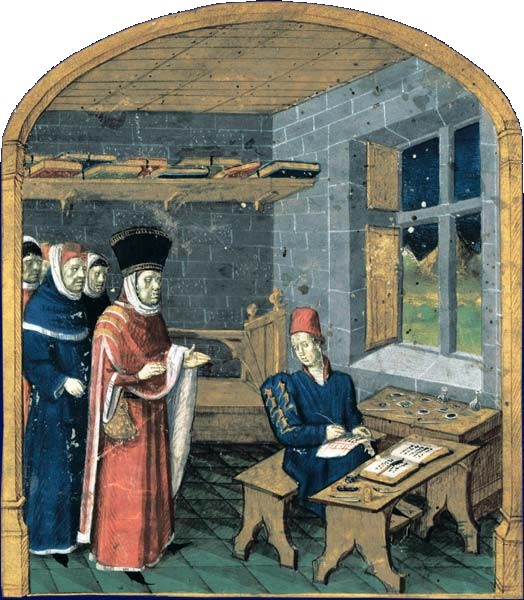
Le commissionnaire Guillaume Jouvenel des Ursins rendant visite à un enlumineur dans son atelier. Mare Historium, BNF Lat.4915, fol.1

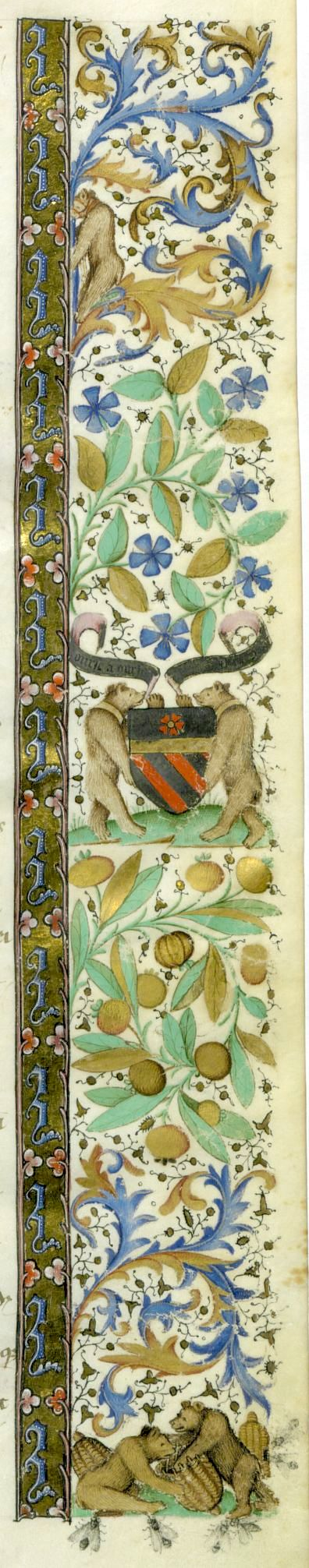
Bordure aux armes et oursons des Jouvenel, fol. 29.

Les premiers historiens, dont Paul Durrieu, ont vu dans les miniatures du manuscrit la main de Jean Fouquet, mais dans sa jeunesse, encore vierge de toute influence italienne. Cependant, les dates de 1448 et 1449, inscrites en marge des miniatures montrent que celles-ci ne peuvent être de la main de Fouquet qui est alors encore en Italie ou alors tout juste rentré en France. Jean Porcher forge plus tard le nom de convention de Maître de Jouvenel, pour l'auteur des illustrations, à partir de ce manuscrit. Il s'avère que les illustrations font intervenir plusieurs auteurs qui forment ce que François Avril appelle le « Groupe de Jouvenel », et dont le Maître de Jouvenel est le premier, chronologiquement et en importance.
Selon l'historien de l'art allemand Eberhard König, le Maître de Jouvenel entame la peinture des miniatures vers 1447. Il poursuit son travail jusqu'à la miniature du folio 62, vers 1448 en collaboration avec le Maître d'Adélaïde de Savoie pour les petites miniatures. Il est remplacé à ce moment-là par celui qui est sans doute son élève, le Maître du Boccace de Genève, qui y travaille jusqu'en 1449. Il est lui-même remplacé par le Maître dit du Boèce BNF Fr.809, son successeur à la tête de l'atelier jusqu'en 1450. Ce peintre exécute quelques miniatures du début du manuscrit. Il dirige la réalisation des deux derniers livres, et  il peint les grandes miniatures de leur frontispice.

## Description
L'ouvrage est composé de 444 folios de grandes dimensions (44,5 × 32,5 cm). Le manuscrit est réparti en sept parties appelées livres. Au début de chaque livre se trouve une grande miniature occupant la quasi-totalité de la page. Chaque livre est composé de chapitres assez courts, occupant une page environ. Un chapitre est précédé d'une miniature, il y en a 730 au total. Les petites miniatures occupent un tiers ou un quart d'une colonne, souvent en haut à gauche. Chacune de ces miniatures est suivie d'une belle lettrine, souvent ornée ou historiée. Elles portent fréquemment un des emblèmes de Guillaume de Jouvenel.
L'ouvrage débute par une longue table des matières de 18 folios qui détaille le contenu de chaque chapitre. En tête de la table se trouve la petite miniature qui montre l’enlumineur et son commanditaire.
- Livre I (folio 21r).  
Le livre I débute au folio 21r par le frontispice, suivi de la signature d'auteur sous forme d'une phrase : « Incipit Mare historiarum compositum a fratre Johanne de columpna Romano ordnne fratrum predicatorum ». Le frontispice montre deux fois Guillaume Jouvenel des Ursins en prière, la première fois à gauche, en tant que chancelier de France de 1447 à 1472, la deuxième fois comme chevalier, descendant de la famille romaine des Orsini. 
Les premiers chapitres décrivent le début de l'histoire, en suivant la Bible, depuis la création du monde et des hommes, Adam, Ève, le Péché originel, l'assassinat d'Abel, le Déluge et Noé, la tour de Babel. Suit une description géographique du monde : Asie, Europe, Afrique, « les Îles », les Scythes et les Égyptiens. L'histoire ancienne de la Bible continue par la rencontre entre Abraham et Melchisédech, puis Abraham, Jacob vendu aux Égyptiens, Moïse, enfin Gédéon. 
 On passe alors à l'histoire grecque ancienne, avec  Hercule et Antée, les Amazones, puis l'histoire de la guerre de Troie depuis l’enlèvement d'Hélène, les batailles entre Grecs et Troyens, le rôle et la mort d'Achille, la prise de Troie.

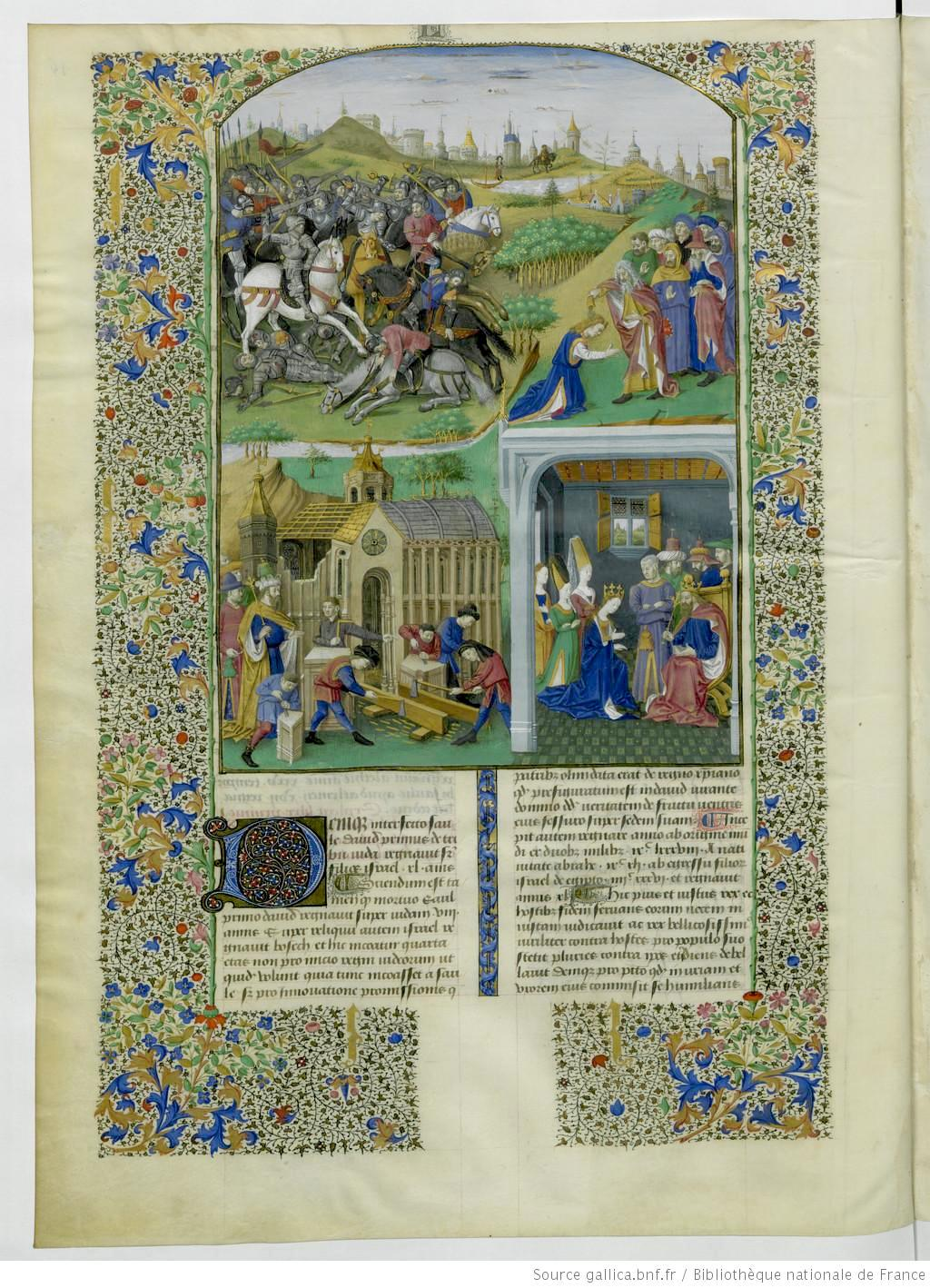
Frontispice du Livre II : David et Salomon.

- Livre II (folio 46v). 
 Le livre II débute par un frontispice au folio 46v, peint par le Maître de Jouvenel, et figurant David et Salomon. Seule peinture dotée d'une riche bordure, avec un emplacement vide en bas, elle est formée de quatre scènes, et montre l'onction de David après une bataille gagnée, la construction du temple par Salomon dans le registre du bas à gauche, Salomon et la Reine de Saba à droite.
 Les premiers chapitres du livre traitent de l'histoire d’Israël, du schisme du royaume d'Israël, et de la bataille de la Vallée du sel. Les chapitres suivants entremêlent la fondation de Rome, l'histoire juive et des peuples environnant : les chapitres sur la naissance de Romulus et Rémus, assassinat de Rémus, les Sibylles, puis le martyre d'Isaïe, Josias, Jérémie, Tullus Hostilius, Mettius Fufetius, Servius Tullius parlent de la Rome mythique. La construction de Marseille est mentionnée. Viennent Cyrus II et Astyage, la prise de Babylone, le viol de Lucrèce, les divers rois perses, les batailles de Marathon, de Thermopyles et Salamine.

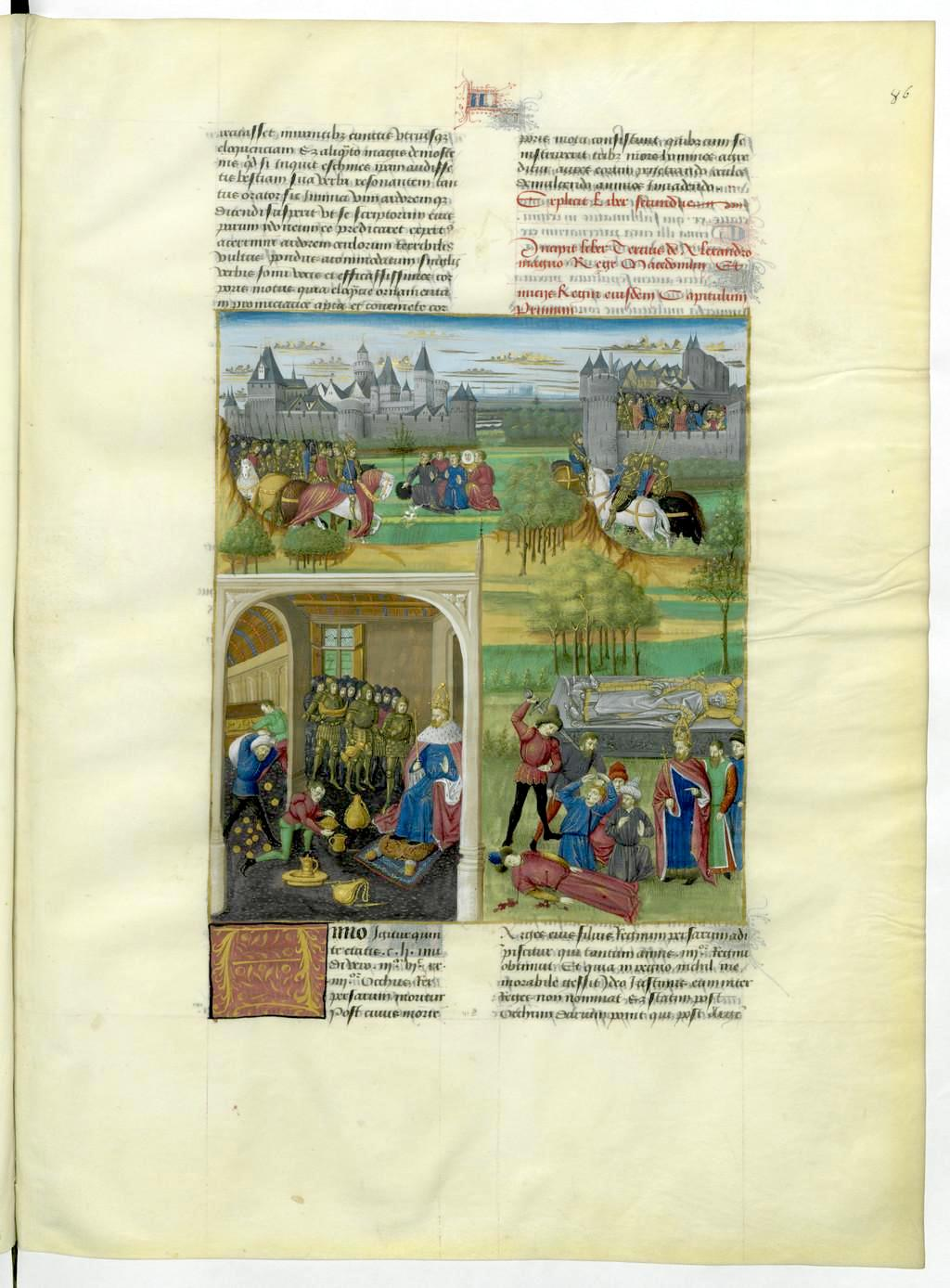
Fronstispice du Livre III : Alexandre.

- Livre III (folio 86). 
Le livre III débute par un frontispice au folio 86, miniature attribuée au Maître du Boccace de Genève ainsi que celle du frontispice du livre IV, du folio 149[4]. Dans ce folio, on voit quatre scènes : en bas Alexandre qui distribue le trésor de Philippe II et l'exécution des assassins de Philippe II de Macédoine, , en haut Alexandre et les envoyés athéniens, enfin la prise de Thèbes. Le livre décrit la vie d'Alexandre le Grand, depuis le départ de Macédoine jusqu'à sa mort. L'histoire de Rome du IIIe siècle av. J.-C. est reprise ensuite, avec le détail de nombreuses batailles et guerres, comme la lutte entre les Romains et Samnites et la bataille des Fourches Caudines, le rôle de Papirius praetextatus, la bataille de Beneventum, l'occupation de Rome par les Gaulois. Les guerres puniques, et l'opposition entre Hannibal et Scipion l’Africain prennent une place considérable à la fin du livre III. Ce livre se termine par les guerres macédoniennes, et notamment la bataille de Pydna.

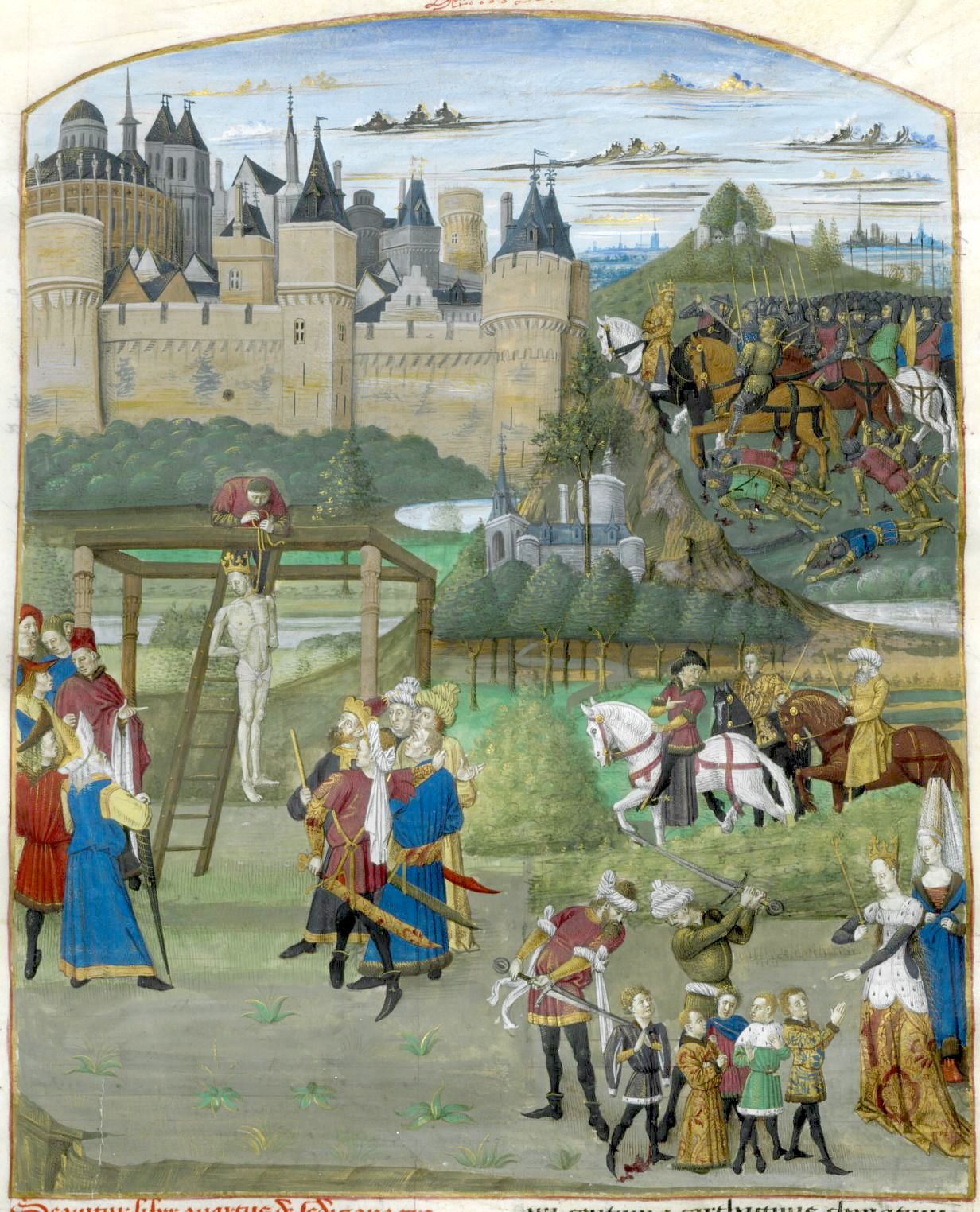
Frontispice du Livre IV : Histoire de Rome.

- Livre IV (folio 149).
Le frontispice du livre IV, qui traite de l'histoire de Rome, décrit plusieurs scènes des guerres romaines. On voit la mort de Crassus Mucianus (en haut à droite), la mort d'Aristonicos (à gauche), Nysa faisant tuer ses fils et Ariarathe VI fuyant sa mère (en bas à droite)[6]. Le livre relate l'histoire de la république de Rome jusqu'aux premiers empereurs. Les conquêtes romaines sont décrites, avec l'Afrique du Nord (Jugurtha) et l'Asie mineure (Mithridate VI). Après le folio 169 commence une nouvelle numérotation qui débute à partir de 140. Une large place est accordée à Jules César, à la guerre des Gaules, à la bataille d'Alésia, et à son assassinat. Enfin l'avènement d'Auguste, Hérode le Grand, Tibère, Salomé et la tête de Jean-Baptiste, un chapitre sur le Christ, Caligula, Claude, Néron, Titus, la prise de Jérusalem, Trajan, et l'apôtre Jean dans la fosse. Apparaissent aussi les premiers martyres chrétiens.

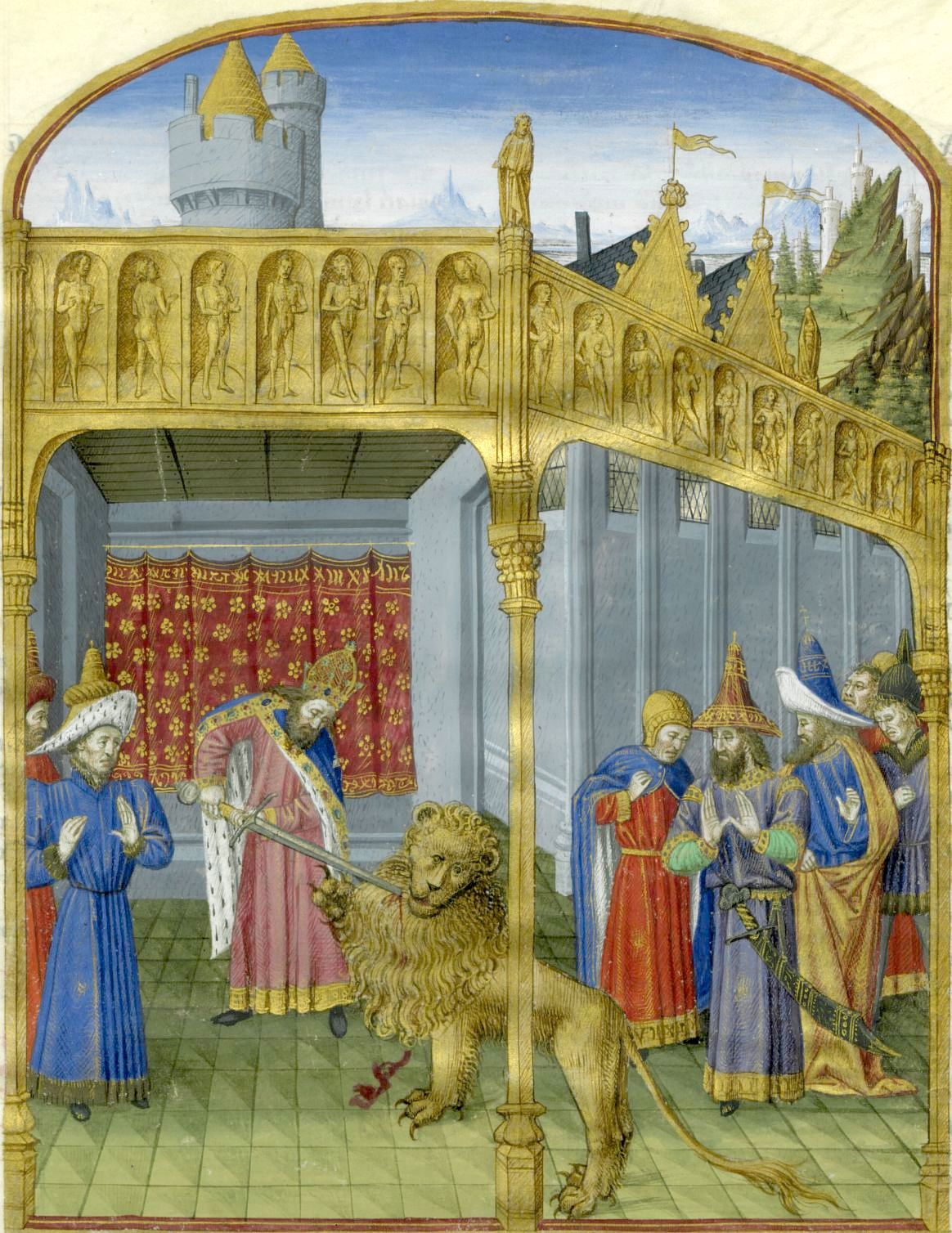
Frontispice du livre V : L'empereur Hadrien tuant un lion.

- Livre V (folio 196).
La grande peinture du frontispice est, d'après König[4], réalisée en collaboration par le Maître du Boccace de Genève et le Maître du Boèce BN Fr. 809. Elle montre Hadrien dans son palais tuant un lion. D'après ce qu'en dit l'Histoire Auguste, l'empereur était connu pour aimer tuer des lions[7]. Le livre relate l'histoire de la Rome impériale depuis l'empereur Hadrien, et jusqu'à Constantin.

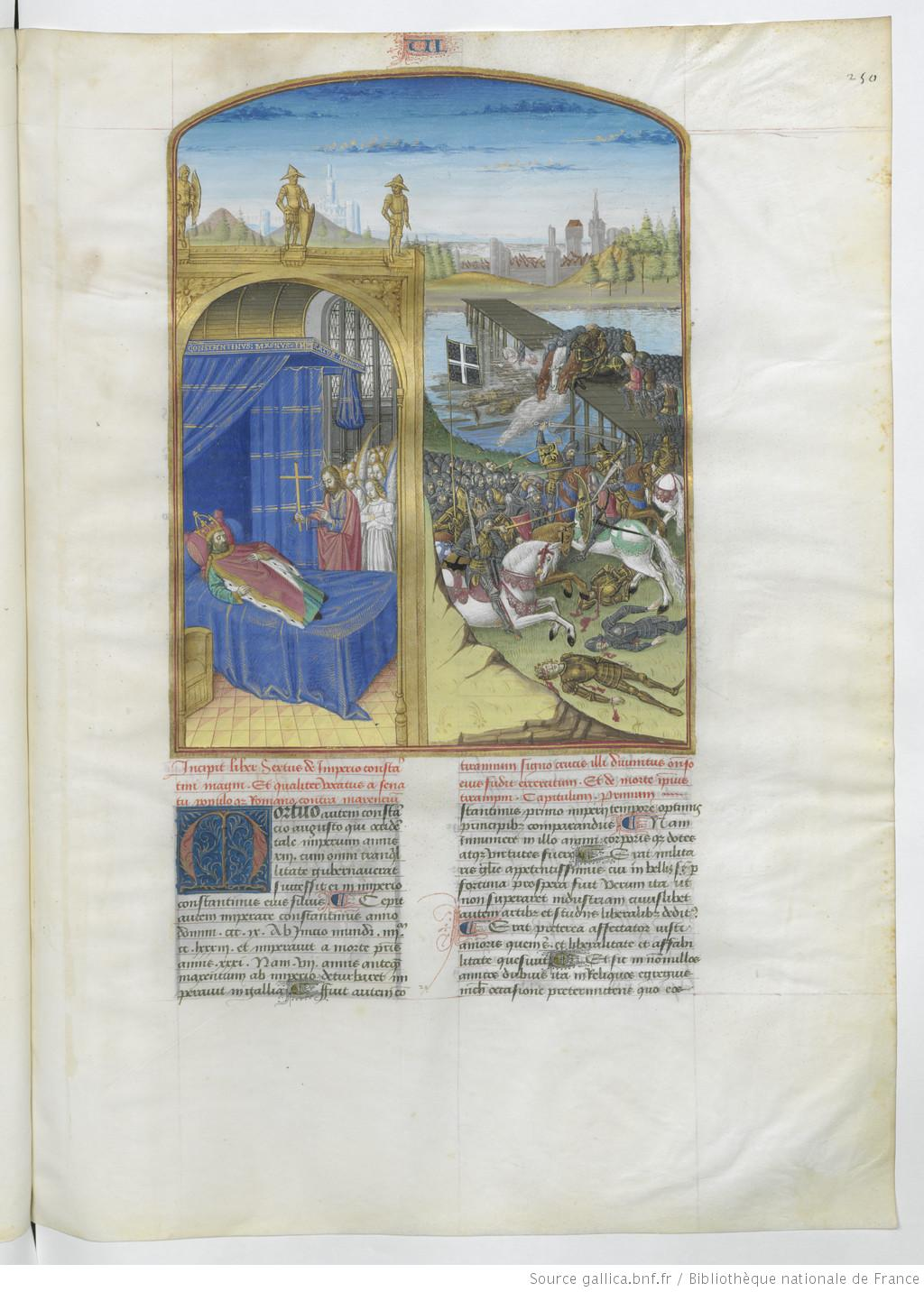
Frontispice du livre VI : Le songe de Constantin.

- Livre VI (folio 250).
 Le livre VI débute  par un frontispice consacré à Constantin. Il montre, dans la partie gauche, le songe de l'empereur Constantin lui annonçant sa victoire sur Maxence au pont Milvius. On voit Constantin sur son lit dans la miniature à gauche, avec un groupe de religieux apportant une grande croix, et la bataille du pont Milvius à droite. La miniature est peinte par le Maître du Boèce ainsi celle du livre VII (fol. 319). Le livre commence par la description de la vie de Constantin, avec la construction de Constantinople, l'invention de la vrai croix, le concile de Nicée. L'invasion par les Huns, les Goths, et la bataille de la rivière froide sont mentionnées et peintes, divers pères d'église sont évoqués, comme saint Jérôme ou saint Augustin. La bataille des champs Catalauniques figure dans le texte, le baptême de Clovis, la naissance de Mahomet, et Charles Martel et le couronnement de Pépin le Bref.

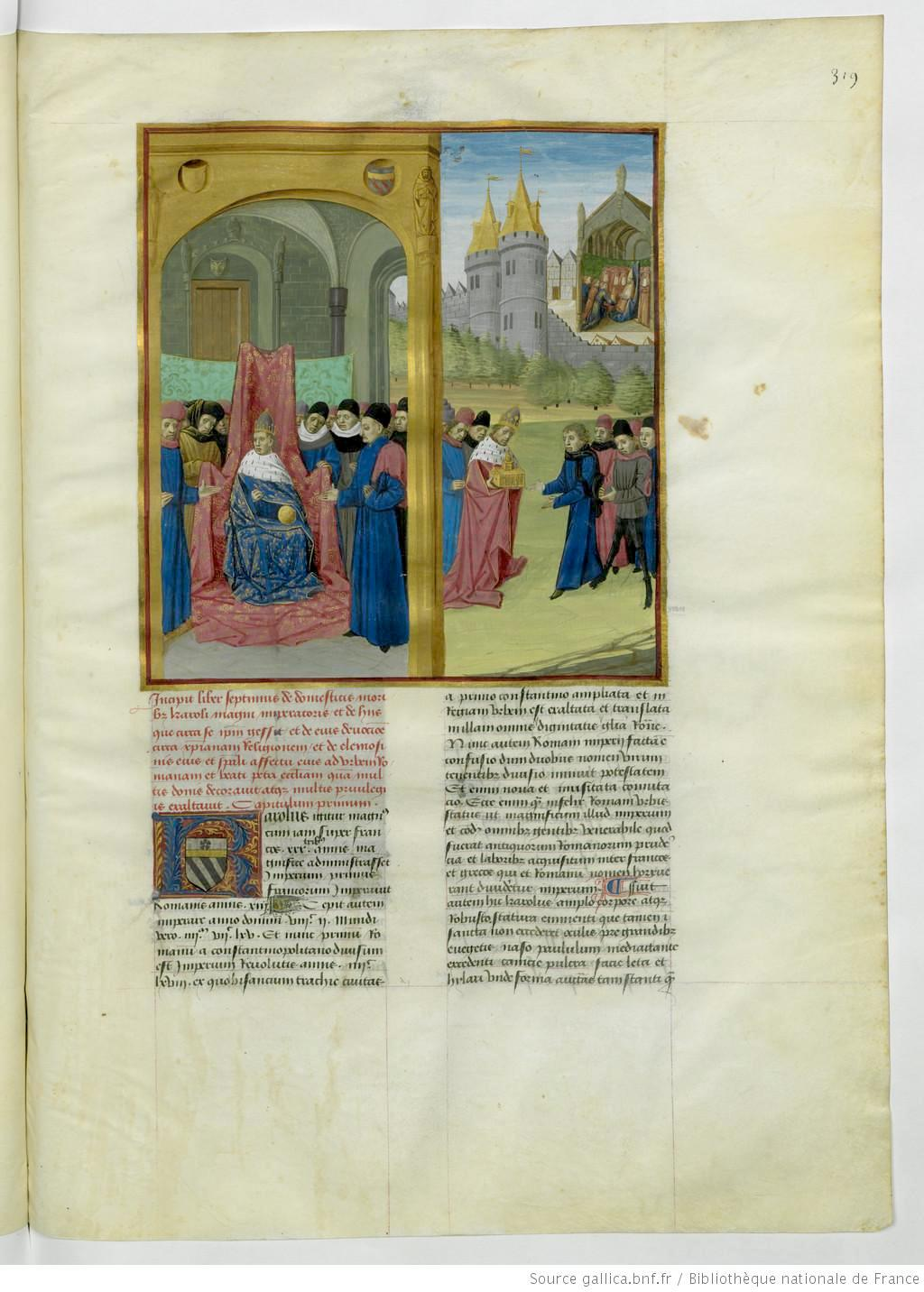
Frontispice du livre VII : Charlemagne.

- Livre VII (folio 319).
 Le livre VII débute à l’avènement de Charlemagne. La miniature montre Charlemagne trônant (à gauche) et envoyant des présents au pape Léon III (à droite), et Léon III recevant les présents (en haut à droite)[6]. Après une description de l'histoire de France et de la conquête de l'Angleterre par Guillaume de Conquérant, une large part est consacrée aux croisades, à la conquête de la Palestine, le siège d'Antioche, la prise de Jérusalem, la reconstruction de l'église du Saint-Sépulcre. Sont mentionnés ensuite les constructions de Prémontré, Clairvaux, Pontigny. Le roi Philippe-Auguste, sa rencontre avec Richard Cœur de Lion, et ses reconquêtes, y compris la bataille de Bouvines, figurent ensuite. Le livre évoque les Mongols et le couronnement de Gengis Khan, parle de la vie et la mort de l'empereur Frédéric II, du mariage de Louis IX avec Marguerite de Provence. Le manuscrit se termine par la croisade du roi saint Louis, la bataille de Mansourah, la capture du roi et la première croisade des pastoureaux.

Dans la décoration, on voit partout la présence de Guillaume Jouvenel des Ursins, par son blason, sa devise « Ourse à Jouvenel », un ou plusieurs petits oursons lovés dans une lettre historiée, une feuille d'acanthe à trois branches (l'acanthe à feuilles molles (acanthus mollis) a en effet pour nom vernaculaire branche-ursine), ou également deux lettres « J » juxtaposées.

Lettres ornées
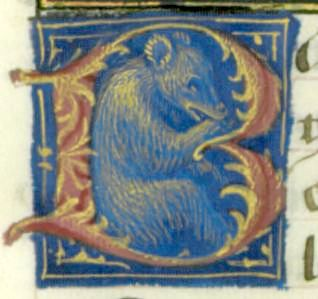
Ourson (fol. 030)
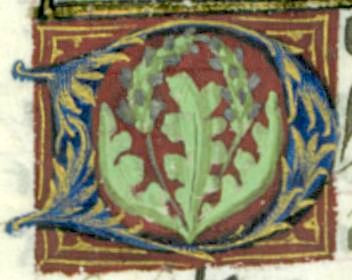
Acanthe (fol. 037v)
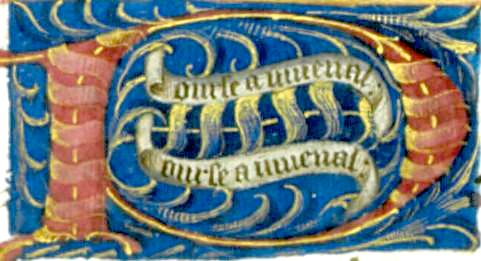
Lettrine avec la devise "ourse à jouvenal" (fol. 89)
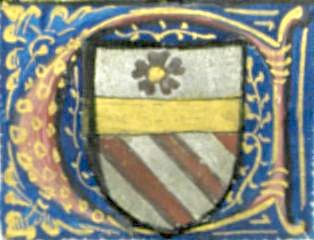
Blason (fol. 043v)
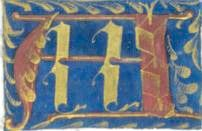
« JJ » (fol. 145)
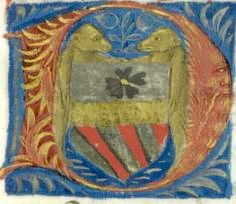
Blason et oursons (fol. 196)

## Une autreMer des histoires
Les premiers livres imprimés en français et  intitulés La Mer des histoires sont celui de Pierre Le Rouge pour Vincent Commin, daté de 1488, et celui de Jean du Pré à Lyon en 1491. Ils n'ont n'a pas pour base le texte de Giovanni Colonna. Le titre est repris du Mare historiarum de Giovanni Colonna, mais le texte est la traduction d'une chronique universelle intitulée Rudimentum novitiorum et compilée vers 1470-1474 par un clerc anonyme de Lübeck, ville où elle fut imprimée vers 1475 par Lucas Brandis (de). Elle est complétée d’ajouts divers – un dictionnaire géographique, une description de la Terre sainte, des fables d’Ésope et surtout une généalogie des rois de France allant jusqu’au sacre de Charles VIII en 1484 – et suivie d’une deuxième partie intitulée Le Martirologe des sainctz. Un tirage spécial sur Vélin de l'ouvrage est somptueusement décoré, à la gloire de Charles VIII. Il est conservé à la Bibliothèque nationale de France dans la réserve des livres rares sous la cote Velins-677.